# Bolesław van Oels
Bolesław van Oels (circa 1295 - 23 april 1321) was van 1309 tot 1312 hertog van Sagan en Steinau, van 1312 tot aan zijn dood hertog van Oels, van 1312 tot 1313 hertog van Kalisz en Namslau en van 1312 tot 1314 hertog van Gniezno. Hij behoorde tot de Silezische tak van het huis Piasten.

## Levensloop
Bolesław was de derde zoon van hertog Hendrik III van Glogau en diens echtgenote Mathilde, dochter van hertog Albrecht I van Brunswijk-Lüneburg. Na de vroege dood van zijn vader in 1309 erfde Bolesław samen met zijn vier broers diens domeinen. Omdat hij toen nog minderjarig was, werd hij samen met zijn vier broers onder het regentschap van zijn moeder geplaatst.
Bolesław en zijn broers Hendrik IV de Trouwe en Koenraad I zagen op 3 maart 1310 in Berlijn af van hun rechten over de Pommerellen in ruil voor een financiële compensatie van het markgraafschap Brandenburg. Om goede relaties te onderhouden met het huis Ascaniërs stonden de broers toen eveneens de steden Crossen an der Oder en Sagan af aan Brandenburg, die ze in 1319 opnieuw bemachtigden toen het huis Ascaniërs was uitgestorven.
Op 29 februari 1312 verdeelden de vijf broers hun gezamenlijke domeinen onderling: Koenraad I kreeg hierbij gezamenlijk met zijn broer Bolesław de districten Oels, Namslau, Kalisz en Gniezno. In 1313 beslisten beide broers om ook deze bezittingen onderling te verdelen, waarbij Bolesław de districten Oels en Gniezno behield. In 1314 verloor hij het hertogdom Gniezno echter door een opstand van de adel, die ontevreden was over het bewind van Bolesław en zijn broers.
In 1321 stierf hij onverwacht, waarna hij werd bijgezet in het mausoleum van de Piasten in het Cisterciënzersklooster van Trebnitz. Omdat hij ongehuwd en kinderloos was gebleven, gingen zijn domeinen naar zijn broer Koenraad. 